# Sediliopsis
Sediliopsis is een geslacht van weekdieren uit de klasse van de Gastropoda (slakken).

## Soort
- † Sediliopsis angulata (Martin, 1904)
- † Sediliopsis aphanitoma (Dall, 1892)
- † Sediliopsis calvertensis (Martin, 1904)
- † Sediliopsis chowanensis (J. Garnder, 1948)
- † Sediliopsis distans (Conrad, 1862)
- † Sediliopsis gracilis (Conrad, 1830)
- † Sediliopsis incilifera (Conrad, 1834)
- † Sediliopsis ondulum (Fargo, 1953)
- † Sediliopsis patuxentia (Martin, 1904)
- Sediliopsis riosi Tippett, 1995